# Estación Refresco
Refresco fue una estación de ferrocarril que se hallaba en el Desierto de Atacama, en la Región de Antofagasta de Chile. Fue parte del Ferrocarril de Taltal y actualmente se encuentra abandonada.

## Historia
La estación fue construida originalmente como parte del primer tramo del Ferrocarril de Taltal, siendo Refresco la estación terminal desde su entrega al tráfico público el 20 de octubre de 1882 hasta el inicio de operaciones de la extensión hasta la oficina Catalina del Norte en 1888.
Según Santiago Marín Vicuña, la estación se encontraba ubicada a una altitud de 1850 m. s. n. m. La estación fue una de las más importantes y de mayor envergadura en la red del Ferrocarril de Taltal, contando con bodegas y casas para los empleados, y conformándose un pequeño poblado en los alrededores que hacia 1909 poseía una población de 300 habitantes, una escuela, una oficina del Registro Civil, un juez y un subdelegado administrativo. A nivel comercial existieron en Refresco 10 menestras, una bodega de frutos del país, 4 cantinas, 2 hoteles de primera categoría, una botica, 7 restaurantes, una panadería, una lechería y una sastrería, además de bodegas para suministrar a las pulperías de las oficinas salitreras cercanas.
Desde la estación Refresco nacían varios ramales a oficinas salitreras ubicadas en las cercanías, como por ejemplo Britania, Flor de Chile, Ghyzela, Esperanza, Ballena y Lilita. En mapas oficiales de 1964 la estación continuaba apareciendo como operativa.
Luego que fueran suspendidos todos los servicios del ferrocarril y se autorizó el levante de las vías en abril de 1976, la estación Refresco quedó abandonada. Actualmente se encuentra en ruinas, quedando solo los cimientos de algunas estructuras y los terraplenes de cemento que formaban los andenes.